# Lila akác
Szép Ernő Lila ákác című regénye alapján készült, Székely István által rendezett, 1934-ben bemutatott fekete-fehér magyar zenés filmvígjáték Ágay Irén, Nagy György és Kabos Gyula főszereplésével. A film útjára indította a vele azonos című dalt is. A regénnyel ellentétben – a kor kívánalmainak megfelelően – hepienddel végződött.
Székely István másodszor 1972-ben is megrendezte a filmet (remake) az eredeti címmel (nem „akác”, hanem „ákác”; nem a fa, hanem a kúszónövény lilaakác) és más, a regényhez és a korabeli nézőkhöz közelebb álló formában, Halász Judit, Bálint András, Ráday Imre főszereplésével. Itt már „igazibb” a befejezés: az őbelé reménytelenül szerelmes kis táncosnő Oroszországba szerződik. Bálint – Szép Ernő szavaival – megállapítja: volt ifjúság, volt szerelem, de nem vettem észre.

## Cselekmény
Tóth Manci (Ágay Irén), a fiatal divatárus lány beleszeret a banktisztviselőként dolgozó Paliba (Nagy György). A férfi nem viszonozza az érzelmeit, ő Lilibe (Eszterházy Ilona), a nagyvilági dámába szerelmes reménytelenül, mert a nő nem tekinti őt potenciális partnernek, hiszen neki vagyonos udvarlói vannak.
Manci megtudja, hogy Pali rendszeresen jár egy orfeumba, ezért gyorsan beletanul a táncosnői szakmába, és elszerződik kartáncosnak a mulatóba, és abban bízik, hogy így jobban fel tudja hívni magára Pali figyelmét. Többször beszélgetnek is egymással, de kapcsolat nem alakul ki köztük.
Amikor ez sem válik be, és Pali nem foglalkozik vele, Manci végső elkeseredésében igent mond egy oroszországi szerződésre, ahol két táncosnőt keresnek azonnali kezdéssel. A férfi csak ekkor ébred rá, hogy mekkora hibát követett el, és utánarohan a vasútállomásra, ahol az utolsó pillanatban szerelmet vall neki.

## Szereplők (1934)
- Ágay Irén – Manci
- Biller Irén – Hédi
- Nagy György – Pali
- Kabos Gyula – Angelusz
- Gózon Gyula – Wéber
- Rátkai Márton – Zsezsé
- Eszterházy Ilona – Lili
- Z. Molnár László – Körmendy
- Pethes Sándor – Bajmóczi
- Berend István – sportfiú
- Somogyi Nusi – Mili
- Békássy István – Charlie
- Dezsőffy László – Józsi főúr
- Király Ernő – utcai énekes

## Szereplők (1973)
- Halász Judit – Manci
- Bálint András – Pali
- Ráday Imre – Lezsi táncmester
- Moór Marianna – Lola
- Balogh Zsuzsa – Lili táncosnő
- Piros Ildikó – Polli táncosnő
- Vay Ilus – Milli virágárus
- Koós János és Hofi Géza – az orosz szám előadói
- Kibédi Ervin – a Casino portása
- Schubert Éva – Gizuska
- Suka Sándor – Leó, a zongorista
- Rajz János – Lendvay főszerkesztő
- Csala Zsuzsa – kövér jelentkező